# Избори за Сенат САД у Њујорку 2000.
Избори за Сенат САД у Њујорку 2000. одржани су 7. новембра 2000. године. Прва дама Сједињених Америчких Држава Хилари Родам Клинтон, прва прва дама која је ушла у трку за политички уред, победила је конгресмена Рика Лазија. Општи избори су игром случаја били на исти дан као и Председнички избори у САД 2000.

## Почетак кампање
Прва дама Клинтонова најавила је 16. фебруара 1999. године да се намерава кандидовати за место у Сенату САД.‍ Када је било јасно да ће Клинтонова званично ући у изборну трку, друга кандидаткиња за сенаторку — Нита Лоуи — одустала је од борбе, а знало се да би била веома разочарана да је којим случајем наставила и на крају изгубила.‍ 7. јула 1999. године званично је објавила улазак у кампању и почела састављати истраживачку комисију,‍ са седиштем на фарми „Мојнихан” у Пиндарс Корнерсу (рурални округ Делавер, држава Њујорк).‍ Бил Клинтон није био претерано одушевљен и оптимистичан у вези са Хиларином кандидатуром.‍‍ Политичке догађаје је посредовао њен политички саветник Манди Грунвалд.‍ Хилари Клинтон започиње „турнеју саслушања” свих делова Њујорка након уласка у кампању и изборну трку.‍ Намеравала је да посети сва 62 њујоршка округа, при посетама разговарајући с мањим групама Њујорчана и то у складу с принципима малопродајне политике карактеристичне за САД.‍ Током кампање, Клинтонова је проводила доста времена у традиционално републиканским деловима Њујорка. Многи су је оптуживали за карпетбагинг (енгл. carpetbagging),‍ зато што пре уласка у предизборну кампању за Сенат САД никада није боравила у Њујорку нити је директно учествовала у његовој државној политици.
У међувремену, Клинтонови су септембра 1999. године за 1,7 милиона долара купили 11-собну холандску кућу у колонијалном стилу, у Чапакви северно од Њујорк Ситија.‍ Чак је и уобичајена активност попут потраге за новом кућом која је довела до овога била предмет значајне медијске пажње; извештавање о личним животима ће бити норма у овом такмичењу двеју „наелектрисаних и поларизованих фигура” (као што је то један репортер фигуративно дочарао).‍ Клинтонова је новембра 1999. године најавила да ће се одрећи већине својих службених дужности прве даме како би (от)ишла у Њујорк и наставила своју кампању.‍ Потез одрицања службених дужности спровела је у дело јануара 2000. године, када кућу у Њујорку опрема са стварима и намештајем из арканзаских дана, и напушта Белу кућу.‍ То је било први пут од 1914. године (када је умрла прва супруга Вудроа Вилсона) да председник живи без брачног друга у Белој кући.‍
Ране фазе њене кампање нису биле без грешке,‍ а касније је и написала да се „грешке политичара у Њујорку тешко игноришу”.‍ Пред великом масом, Клинтонова је јуна 1999. године ставила качкет Њујорк јанкиса иако је била доживотни љубитељ Чикаго кабса.‍‍‍ Ово је Хилари донело много критика,‍‍ а Томас Кујпер ће касније написати антиклинтонску књигу под називом Увек сам била фан Јанкиса: Хилари Клинтон својим речима (енгл. I've Always Been a Yankees Fan: Hillary Clinton in Her Own Words). Клинтонова је рекла да је морала да развије навијачки интерес Америчке лиге пошто се није могло очекивати да обожаваоци Кабса навијају за Чикаго вајтсоксе из Америчке лиге професионалних бејзболских клубова.‍ У својој аутобиографији из 2003. године, окарактерисала је качкет Јанкиса као „лош потез”, али је поновила оно што је објављено у штампи пре инцидента — да је била „ватрени фан Микија Мантла”;‍ међутим, у књизи је — насупрот томе — објавила своју слику из 1992. године на којој на глави носи капу Јанкиса.‍
Озбиљнија ствар десила се 11. новембра 1999. године, на посвећености једног здравственог програма ког су финансирале Сједињене Америчке Државе у Западној обали (код Израела); Клинтонова је разменила пољубац са Сухом Арафат, удовицом бившег палестинског председника Јасера Арафата, и то после Сухине изјаве да је Израел намерно нападао и тровао Палестинце деградацијом животне средине и употребом „отровног гаса”.‍ Неке израелске присталице осуђивале су Клинтонову и говориле да никада није требало да пољуби супругу палестинског лидера, поготово после оваквих инфламантних примедби. Наредног дана, Клинтонова је денуцирала наводе Арафатове и рекла да јој је палестински преговарач Саеб Ерекат објаснио како је Суха помињала „сузавац” а не „отровни гас”.‍ Пољубац је постао велики проблем у кампањи, посебно код јеврејских гласача.‍‍‍ Хилари је рекла да је пољубац формални еквивалент руковању, тврдећи како би се изазвао озбиљан дипломатски инцидент да она није учинила оно што је учинила.‍ Касније је написала да арапско-енглески превод није могао пренети тачну природу њених навода: „Да сам била свесна њених речи пуних мржње, осудила бих их на лицу места.”‍
Помало изненађујуће, Клинтонова је доживела ерозију подршке бирачица током своје кампање, а број оних које су је подржавале константно је опадао током 1999. године.‍ Ово је делимично био типичан случај као и с кандидаткињама које на почетку кампање имају рани талас женске подршке која на крају спласне, али и делимично због њених пропуста у кампањи.‍ Такође се рефлектовао посебан скуп помешаних ставова и осећања које су жене гајиле према браку пара Клинтон и амбиције и моћи коју је Хилари аутоматски стекла уласком у заједнички живот с утицајним Билом. Неки су брак сматрали само Хилариним средством за добијање власти у руке.‍ Проблем је био посебно акутан када се узме у обзир демографија жена; једна од Хилариних дугогодишњих саветница рекла је следеће: „Жене у образовној професионалној класи? Оне је*ено нису могле да је поднесу. Никад нисмо могли схватити зашто. И психолози су се укључивали у целу причу.”‍
Хиларина кампања била је активна у свим њујоршким окрузима које је она обилазила фордовим конвертованим комбијем‍ — посебно прилагођеним намени — што јој је значајно помогло да умири страсти и оптужбе за карпетбагинг;‍ многи Њујорчани говорили су да Клинтонова „изгледа као да је једна од њих”.‍ Са бирачима је разговарала о локалним питањима као што су подршка млекарској индустрији, унапређење авио-саобраћаја, смањење нивоа факултетске школарине као и одлива мозгова из неких делова државе и др.‍ Њени политчки положаји добро су се уклапали с различитим изборним јединицама у држави „на коју се намерила”.‍ У јануару 2000. године наступила је у „Вечерњем шоуу с Дејвидом Летерманом” (енгл. Late Show with David Letterman), где је с домаћином успоставила однос који је одржавала кроз своју сенатску каријеру све до своје председничке кампање 2008. године.‍ Своју званичну кандидатуру објавила је фебруара 2000. године у њујоршком Перчасу (енгл. Purchase, New York),‍ под јединственим именом Хилари које се могло наћи у свој коришћеној литеруатури.‍
Немајући поверења у штампу још од председничке кампање свог мужа из 1992. године и својих раних дана као прве даме,‍ Хилари Клинтон је новинарском комбију који је пратио наметнула посебна ограничења што се тиче њене доступности. Угледна репортерка Асошијејтед преса Бет Харпаз касније се присетила своје свакодневнице из времена када је пратила Хилари у сваком моменту: „Али рекли би нам да данас неће бити доступна, а ми бисмо то прихватили. То није учинило да се не осећам помало осрамоћено. Била сам толико уморна и толико огорчена због недостатка приступа и недостатка вести у овој кампањи да сам одустала од борбе.”‍

## Званична кампања
Надметање је привукло значајну националну пажњу, а кампање обеју страна биле су добро финансиране. До краја кампање, демократкиња Хилари Клинтон и републиканци Рик Лазио и Рудолф Џулијани заједно су потрошили око 90 милиона долара,‍ до тада највише у историји изборних трка за Сенат САД.‍‍ Лазио је потрошио око 40 милиона долара, много више од Хилариних улагања која су износила 29 милиона долара,‍ с тим да је она од демократских организација такође добијала неколико милиона у тзв. „меком новцу” (енгл. soft money).‍ Међу Клинтониним антагонистичким круговима рађале су се групе за прикупљање средстава поштом које су деловале директно против ње — као што је „Хитни одбор за заустављање Хилари Родам Клинтон” (енгл. The Emergency Committee to Stop Hillary Rodham Clinton)‍ — које су редовно имале обраћања с апоплектичним (уп. негодовање) изјавама и порукама за јавност као што је то изрека „Само један Клинтон напушта уред, други добија уред.”.‍
Клинтонова је осигурала широку базу подршке, укључујући групе за очување природе‍‍ те организоване раднике и њихове синдикате,‍ с тим да је важно истаћи да је подршка од уније полицајаца за разлику од оне уније ватрогасаца Њујорк Ситија углавном припала Лазију.‍‍ Иако је имала солидну подршку у граду Њујорку, кандидати и посматрачи очекивали су да ће се у изборној трци одлучити на нивоу државе Њујорк, у којој живи 45% бирача. Током кампање, Клинтонова је обећавала да ће побољшати економску слику на северу државе Њујорк, рекавши да има план за отварање 200.000 нових радних места у наредних шест година. Њен план укључивао је и посебне пореске кредите с циљем награђивања за отварање нових радних места те за подстицање пословних инвестиција, посебно у високотехнолошком (енгл. high-tech) сектору. Позивала је на смањење пореза везаних за школарине на колеџима и дугорочне неге.‍ Лазио је наишао на јединствен тактички проблем током кампање на северу државе. Највећа препрека је била непрестано слаба локална економија, коју је Лазио намеравао да повеже с мандатом мужа своје противнице у његовом уреду. Напади на економију државе из њених северних делова често су интерпретирани као критиковање актуелног републиканског гувернера Џорџа Патакија; међутим, ово је заправо само ограничавало ефект ове линије напада...
Хиларини противници подсећали су да она није имала никакве везе са Њујорком све до ових избора тако што су током трке и у дебатама у фокус постављали проблем с оптужбама за карпетбагинг.‍ У овој нефер борби главну реч је водио Шон Хенити са својим радио-емисијама на Њујоршком радију; наиме, непрестано се емитовала дневна реклама са следећим речима: „Наведите ми три ствари које је Хилари Клинтон икада урадила за људе [њихову добробит] Њујорка!” Хиларине присталице истакле су да је држава Њујорк отворена за све националне лидере, подсетивши да је Роберт Франсис Кенеди изабран у Сенат САД 1964. године упркос сличним оптужбама. На крају, према излазним анкетама направљеним у току кампање, многи гласачи су окарактерисали те оптужбе које се тичу проблема с карпетбагингом као неважне.‍
Током камање, Роберт Реј из Уреда независних бранилаца САД поднео је коначни извештај у вези с дугогодишњим истрагама у Белој кући (везано за дуго времена нерешену аферу Вајтвотер,‍ затим аферу Травелгејт‍ и у коначници аферу Фајлгејт,‍ од којих је свака укључивала посебну истрагу улоге Хилари Клинтон у истој). Извештај ју је ослободио оптужби што се тиче докумената односно афере Фајлгејт,‍ наведено је да није било довољно доказа што се тиче Хиларине улоге у Вајтвотеру,‍ а њено лажно сведочење у вези са запошљавањем у канцеларији за путовања у Белој кући — односно афера Фајлгејт — потврђено је иако је речено опет да није било довољно доказа који би били разлог да је се кривично гони.‍ Без обзира на то што је Њујорк тајмс критиковао (енгл. editorialized) време издавања извештаја за које је тврдио да се највероватније темпирало да би изгледало као случајно поклапање са временом самих избора за Сенат САД,‍ у пракси оно што је откривено и објављено није се чинило као могући фактор који би утицао на то да неки бирачи промене своја мишљења и пређу на страну Хилари Клинтон.‍
Дебата између Клинтонове и Лазија одржана 13. септембра 2000. године показала се веома битном. Лазио је био на „ратној нози” против Клинтонове због прилива „меког новца” из демократских организација и количина тог новца које су стизале посебно из Демократског народног одбора (енгл. Democratic National Committee) у буџет Клинтонових ради потреба кампање, а изазвао је Хилари предлажући да обе кампање престану да примају новац од било кога споља. Он је напустио свој подијум машући предложеним споразумом пред њеним лицем;‍ многи гледаоци дебате сматрали су да ју је напао јер је ушао у њен лични простор (уп. проксемика), а као резултат тога ојачала се подршка жена бирача које су имале чвршћи позитиван став према Хилари.‍
Лазио је у поодмаклој фази кампање критиковао Клинтонову што је прихватала разне донације за кампању од различитих арапских група, и то све уочи и у јеку напада везаних за норфошки разарач . Поводом овог питања, и бивши градоначелних Њујорк Ситија Ед Кох био је индиректно приморан да се огласи, а поручио је да „Лазио мора да престане с љигавчењем већ једном”;‍ било како било, динамика трке није се променила.

## Резултати
| Избори за Сенат САД 2000. (Њујорк)‍ | Избори за Сенат САД 2000. (Њујорк)‍ | Избори за Сенат САД 2000. (Њујорк)‍ | Избори за Сенат САД 2000. (Њујорк)‍ | Избори за Сенат САД 2000. (Њујорк)‍ | Избори за Сенат САД 2000. (Њујорк)‍ |
| Странка                            | Странка                            | Кандидат                           | Гласови                            | %                                  | ± %                                |
| ---------------------------------- | ---------------------------------- | ---------------------------------- | ---------------------------------- | ---------------------------------- | ---------------------------------- |
|                                    | Демократска                        | Хилари Родам Клинтон               | 565.353                            | 81,97                              | Н/Д                                |
|                                    | Демократска                        | Марк Макмахон                      | 124.315                            | 18,02                              | Н/Д                                |

| Датум         | Рудолф Џулијани | Рик Лазио | Питер Кинг | Џорџ Патаки |
| ------------- | --------------- | --------- | ---------- | ----------- |
| 24. мај 1999. | 36%             | 8%        | —          | 45%         |
| 30. јун 1999. | 67%             | 6%        | 9%         | —           |

### Општи избори

#### Излазне анкете бирача
| Датум               | Хилари Родам Клинтон (Д) | Рудолф Џулијани (Р) | Џозеф Диогварди (К) |
| ------------------- | ------------------------ | ------------------- | ------------------- |
| 3. фебруар 1999.    | 51%                      | 42%                 | —                   |
| 23. фебруар 1999.   | 54%                      | 36%                 | —                   |
| 23. март 1999.      | 50%                      | 39%                 | —                   |
| 15. април 1999.     | 47%                      | 42%                 | —                   |
| 22. април 1999.     | 49%                      | 41%                 | —                   |
| 24. мај 1999.       | 48%                      | 42%                 | —                   |
| 30. јун 1999.       | 46%                      | 44%                 | —                   |
| 29. јул 1999.       | 45%                      | 45%                 | —                   |
| 16. септембар 1999. | 45%                      | 44%                 | —                   |
| 5. октобар 1999.    | 43%                      | 46%                 | —                   |
| 10. новембар 1999.  | 42%                      | 47%                 | —                   |
| 16. децембар 1999.  | 42%                      | 46%                 | —                   |
| 20. јануар 2000.    | 42%                      | 46%                 | —                   |
| 6. фебруар 2000.    | 42%                      | 45%                 | —                   |
| 2. март 2000.       | 41%                      | 48%                 | —                   |
| 5. април 2000.      | 46%                      | 43%                 | —                   |
| 1. мај 2000.        | 46%                      | 44%                 | —                   |
| 16. мај 2000.       | 42%                      | 41%                 | 5%                  |

| Датум             | Хилари Родам Клинтон (Д) | Алфонс Дамато (Р) |
| ----------------- | ------------------------ | ----------------- |
| 23. фебруар 1999. | 60%                      | 30%               |
| 23. март 1999.    | 56%                      | 34%               |
| 15. април 1999.   | 54%                      | 34%               |
| 22. април 1999.   | 55%                      | 36%               |

| Датум               | Хилари Родам Клинтон (Д) | Рик Лазио (Р) |
| ------------------- | ------------------------ | ------------- |
| 23. март 1999.      | 56%                      | 23%           |
| 24. мај 1999.       | 52%                      | 30%           |
| 30. јун 1999.       | 50%                      | 34%           |
| 29. јул 1999.       | 50%                      | 32%           |
| 16. мај 2000.       | 50%                      | 31%           |
| 7. јун 2000.        | 44%                      | 44%           |
| 12. јул 2000.       | 45%                      | 45%           |
| 9. август 2000.     | 46%                      | 43%           |
| 12. септембар 2000. | 49%                      | 44%           |
| 27. септембар 2000. | 50%                      | 43%           |
| 6. октобар 2000.    | 50%                      | 43%           |
| 18. октобар 2000.   | 50%                      | 43%           |
| 31. октобар 2000.   | 47%                      | 44%           |
| 6. новембар 2000.   | 51%                      | 39%           |

| Датум         | Хилари Родам Клинтон (Д) | Џорџ Патаки (Р) |
| ------------- | ------------------------ | --------------- |
| 24. мај 1999. | 47%                      | 45%             |
| 16. мај 2000. | 41%                      | 46%             |

| Датум         | Хилари Родам Клинтон (Д) | Питер Кинг (Р) |
| ------------- | ------------------------ | -------------- |
| 30. јун 1999. | 51%                      | 31%            |
| 29. јул 1999. | 50%                      | 30%            |

| Датум          | Нита Лоуи (Д) | Рудолф Џулијани (Р) |
| -------------- | ------------- | ------------------- |
| 23. март 1999. | 30%           | 48%                 |

| Датум          | Нита Лоуи (Д) | Алфонс Дамато (Р) |
| -------------- | ------------- | ----------------- |
| 23. март 1999. | 39%           | 39%               |

| Датум          | Нита Лоуи (Д) | Рик Лазио (Р) |
| -------------- | ------------- | ------------- |
| 23. март 1999. | 33%           | 20%           |

### Коначни резултати
На изборима одржаним традционално у уторак, 7. новембра 2000. године, Хилари Клинтон је победила Рика Лазија са 55% гласова наспрам 43%,‍ разликом која је већину посматрача изненадила јер се очекивала умногоме тешња борба.‍‍ Клинтонова је освојила традиционалне демократске базе града Њујорка великим маржама те приградски округ Вестчестер, док је изгубила у густо насељеном Лонг Ајленду — делу који је Лазио представљао у Конгресу САД. Остварила је изненађујуће победе у затвореним окрузима севера државе Њујорк, као што су округ Кејуга, округ Ренслер и округ Нијагара; сама њена победа приписује се гласовима који су стигли из ових округа Сједињених Америчких Држава.
Упоређујући остварену маржу од 12%, може се констатовати да је иста мања од Горове марже од 25% над Бушем на Државним председничким изборима у Њујорку 2000. године, али и да је била већа од до тада највеће марже на сенатским изборима у Њујорку која је износила 10%, када је сенатор Чак Шумел победио тадашњег сенатора Ала Дамата у жестокој трци 1998. године. Она је, међутим, и знатно (скоро четири пута) мања од марже од 47% којом је сенатор Шумел поновно изабран 2004. године победом над мало познатим републиканцем-изазивачем Хауардом Милсом.‍‍ Победа демократа у сенату није била загарантована јер су републиканци последњих деценија побеђивали на око пола избора за гувернера и сенатора.
Лазија су хендикепирали лоши наступи Џорџа Буша мл. на изборима 2000. године у Њујорку,‍ али је исто тако јасно да је и Хилари Клинтон направила направила значајне помаке на северу Њујорка до ступања Лазија у трку.‍ Излазне анкете такође су показале велики јаз односно несразмер полова јер је Клинтонова наступала жешће и неумереније него што се то очекивало међу женама средњих година и женама неповезаним у одређене групе.‍
| Избори за Сенат САД 2000. (Њујорк)‍ | Избори за Сенат САД 2000. (Њујорк)‍ | Избори за Сенат САД 2000. (Њујорк)‍ | Избори за Сенат САД 2000. (Њујорк)‍ | Избори за Сенат САД 2000. (Њујорк)‍ | Избори за Сенат САД 2000. (Њујорк)‍ |
| Странка                            | Странка                            | Кандидат                           | Гласови                            | %                                  | ± %                                |
| ---------------------------------- | ---------------------------------- | ---------------------------------- | ---------------------------------- | ---------------------------------- | ---------------------------------- |
|                                    | Демократска                        | Хилари Родам Клинтон               | 3.562.415                          | Н/Д                                | Н/Д                                |
|                                    | Породична радничка                 | Хилари Родам Клинтон               | 102.094                            | Н/Д                                | Н/Д                                |
|                                    | Либерална                          | Хилари Родам Клинтон               | 82.801                             | Н/Д                                | Н/Д                                |
|                                    | Укупно‍                             | Хилари Родам Клинтон               | 3.747.310                          | 55,27                              | + 0,02                             |
|                                    | Републиканска                      | Рик Лазио                          | 2.724.589                          | Н/Д                                | Н/Д                                |
|                                    | Конзервативна                      | Рик Лазио                          | 191.141                            | Н/Д                                | Н/Д                                |
|                                    | Укупно‍                             | Рик Лазио                          | 2.915.730                          | 43,01                              | + 1,50                             |
|                                    | Независна                          | Џефри Грејам                       | 43.181                             | 0,64                               | − 0,08                             |
|                                    | Зелена                             | Марк Дунау                         | 40.991                             | 0,60                               | Н/Д                                |
|                                    | Право на живот                     | Џон Адфопи                         | 21.439                             | 0,32                               | − 1,68                             |
|                                    | Либертаријанска                    | Џон Клифтон                        | 4.734                              | 0,07                               | − 0,31                             |
|                                    | Конститутивна                      | Луис Вејн                          | 3.414                              | 0,05                               | Н/Д                                |
|                                    | Социјалистичка радничка            | Јакоб Перасо                       | 3.040                              | 0,04                               | − 0,27                             |
|                                    | Неважећи гласови                   |                                    | 179.823                            |                                    |                                    |
| Већина                             | Већина                             | Већина                             | 831.580                            | 12,27                              |                                    |
| Одзив бирача (излазност)           | Одзив бирача (излазност)           | Одзив бирача (излазност)           | 6.779.839                          |                                    |                                    |
|                                    | Демократска већина                 | Демократска већина                 | Окрет                              |                                    |                                    |